# Italo Farnetani

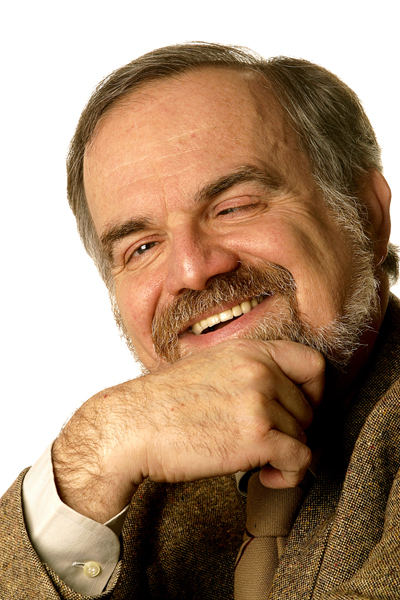
Italo Farnetani

Italo Farnetani ( * Arezzo, Italia; 27 de enero de 1952 (73 años) es un médico pediatra y periodista italiano, profesor catedrático de Pediatría en la Universidad LUDES, HEI, Malta.

## Biografía
Es: «El pediatra italiano más famoso» [Cfr. «Notizie letterarie»,año 35, mayo de 1995 n. 434, p. 30]. Se licenció en Medicina y Cirugía por la Universidad de Florencia en el año académico 1976-1977, y se ha especializado en pediatría en la misma universidad por Ospedale pediátrico Meyer. En 1988 ingresó en la Orden de los periodistas. Desde 1992 ha trabajado con numerosas publicaciones, incluyendo «L'Europeo», «Star Bene», «Anna», «Più Bella», «Milleidee», «Tu», «Visto», «Gente».

En febrero de 1992 publicó, en Mondadori, el primer libro destinado a los padres "El pediatra en la casa", que entró inmediatamente en las listas de ventas. De hecho, fue necesario hacer una primera reimpresión en marzo de 1992, ya que la primera edición se agotó en pocos días. Se imprimió una segunda edición en 1993, de hecho, este año  El pediatra en casa  fue uno de los títulos más vendidos entre los "Oscar Mondadori"  ocupando su lugar en el catálogo Mondadori del libro estadounidense Benjamin Spock,  El niño  
En septiembre de 1998 publicó un cuarto libro, nuevamente para Mondadori, "El niño: sus primeros mil días", que fue traducido inmediatamente al español, con el título: "Los 1000 primeros dias de tu bebè" en dos ediciones para Europa en Everest, por Leon y una para el continente americano en Alfaomega, por Ciudad de México. En 2003, el trabajo fue actualizado y publicado con el título "De cero a tres años", de los cuales se han realizado diez ediciones, tal como está escrito en «La Repubblica»: «Ahora es un clásico de la pediatría ( primera edición en 1998) escrito por una autoridad en el tema: 22 etapas, los primeros mil días de vida. Información, consejos, dudas y diccionario ». Tradujo al italiano el estudio: Las meninas de Diego Velazquez: aspectos artísticos y pediátricos escrito por Alfonso Delgado Rubio, Catedrático de Pediatría y Puericultura, Universidad CEU San Pablo, Madrid.

Es fundador de la Bandera Verde. Esta distinción, creada en Italia, se otorga a play as con unos requisitos adecuados para el público infantil y familias eleccionada mediante una encuesta realizada entre profesionales de la medicina pediátrica. Para obtener esta distinción las playas requieren unos requisito s básicos: playa de arena, espacio entre las sombrillas para jugar, mareas que no suben con celeridad para propiciar un baño seguro, presencia de socorri stas, equip amiento infantil, y, para padres, instalaciones deportivas y servicio s de restauración. El objetivo de esta distinción es ayudar a las fami lias a elegir los centros turísticos costeros, adecuados para pasar un period o vacacional con niños, de la manera más idónea y segura, según las evaluación es de los pediatra. Málaga ostenta la primera Bandera Verde que se concede fuera de Italia.
Actualmente se trabaja con: «Corriere della Sera», «Oggi», «OK La salute prima di tutto», «Insieme». Ella tiene una columna regular sobre el tema «Insieme». Él es el autor de los artículos 4500, veintitrés libros [1], publicado por Mondadori (Milano) doce, algunos traducidos al español e Inglés. Se trata de pediatría, cuidado de niños, la epidemiología, la lingüística y la historia de la medicina. Fue director de la revista científica: «Grand'angolo di pediatria e neonatologia», Editeam, Castello d'Argile (BO), 2002-2008. ISBN 88-87568-42-1 . Es profesor de comunicación en la Universidad de Milán-Bicocca. Ha realizado informes o el cargo de presidente, moderador o ponente en conferencias y congresos nacionales e internacionales en Italia y en el extranjero. Sirvió en el Consejo de Administración del Curso en enfermedades infecciosas pediátricas de la Universidad de Florencia. Es colaborador del Instituto de la Enciclopedia italiana Treccani.
Editó la revisión de la lemmario médica Dizionario della lingua italiana Devoto Oli ediciones 1995, 1997, 2000.
Es autor y colaborador de numerosos libros de gran éxito, este afamado y popular pediatra ofrece, desde hace años aconsejó a millones de padres a través de importantes publicaciones italianas («Corriere dell Sera»....).
Miembro del Centro di Consulenza lingüística sull'italiano contemporáneo dell'Accademia della Crusca.
Miembro de editorial board di «Minerva Pediatrica»); «Edit-Symposia – Pediatria e neonatología», «Rivista italiana di pediatria ospedaliera»; «Notizie di storia».
Historiador de medicina, autor de Storia della pediatria italiana (2008).

## Condecoraciones
- El 2 de junio de 2018, la fiesta nacional italiana, el presidente de la República Sergio Mattarella, le confirió el más alto honor italiano, nombrándolo Caballero de la Gran Cruz de la Orden al Mérito de la República Italiana.

 Caballero o dama de Gran Cruz
- Es Caballero de Gracia Magistral de la Orden de Malta.
- Caballero de la Pontificia Orden de San Gregorio Magno.

Caballero
- Medalla de Oro de la Cruz Roja Italiana.

## Obras

### Traducidas al español
- Los 1000 primeros días de tu bebé. Ed. Everest, Leon - Spagna (2000)(2ª edición)ISBN 84-241-2614-9; Alfaomega, Ciudad de México (2003) ISBN 970-15-0816-5.
- La principal contribución de Borbón el nacimiento de Pediatría italiano y mundial. Nóesis. Revista de ciencias sociales y humanidades 2012; 11:20-33. http://www.dendramedica.es/revista/v11n2/Los_Borbones_y_su_contribucion_fundamental_al_nacimiento_de_la_pediatria_italiana_y_mundial.pdf

### En italiano
- Il pediatra in casa, Mondadori, Milano, 1992. ISBN 88-04-35473-9(5ª edición)
- In attesa del medico, Mondadori, Milano, 1994. ISBN 88-04-38261-9,(2ª edición)
- L'alimentazione del bambino dalla nascita all'adolescenza, Mondadori, Milano, 1996. ISBN 88-04-41108-2
- Il bambino: i suoi primi mille giorni, Mondadori, Milano, 1998. ISBN 88-04-44726-5 (2ª edición)
- Genitori, primi pediatri, Mondadori, Milano, 2001. ISBN 88-04-48933-2 (3ª edición)
- Da zero a tre anni, Mondadori, Milano, 2003. ISBN 88-04-48931-6 (10.ª edición)
- L'alimentazione del bambino, Mondadori, Milano, 2004. ISBN 88-370-2761-3 (2ª edición)
- Genitori autorevoli, Mondadori, Milano, 2005. ISBN 88-370-3293-5 (3ª edición).
- I bambini guariscono sempre, Mondadori, Milano, 2006. ISBN 88-370-3988-3
- Rocco Jemma, Comune di Laureana di Borrello (RC), 2006
- Enciclopedia del genitore, Mondadori, Milano, 2007. ISBN 978-88-370-4885-3, También publica en un volumen de 18° volume della Grande Enciclopedia Medica di «Repubblica-Espresso»"
- Storia della pediatria italiana, Società Italiana di Pediatria, Genova, 2008.
- Nonni autorevoli, Mondadori, Milano, 2009. ISBN 978-88-370-6846-2
- La Toscana dei Borbone culla della pediatria italiana e mondiale, "Accademia Maria Luisa di Borbone", Viareggio - Grafiche Ancora, 2014. ISBN 978-88-95407-23-4
- Mediterraneo. Un mare di salute da Ippocrate ai giorni nostri, Mazara del Vallo (Trapani), Città di Mazara del Vallo; Rotary Club di Mazara del Vallo, 2021.http://www.italofarnetani.it/pdf/SI%20STAMPI%20LIBRO%20ROTARI%2014%20ottobre%202021.pdf

Ha editado las monografías:
- Scritti di allievi in memoria di Eugenio Schwarz Tiene nel XC anniversario dell'istituzione a Milano dell'insegnamento della pediatria, Editeam, Cento (FE), 2004. ISBN 88-89238-10-0
- Pediatri e medici alla Costituente, Editeam, Cento (FE), 2006. ISBN 88-6135-001-1
- Prevenzione: appuntamenti per la salute, con prefazione di Ferruccio Fazio, ministro della salute (Comune di Monza: 2010)
- Proceedings of the 2nd International Workshop of Green flags, Praia a Mare (Italy). June 28td , 2019, Amministrazione Comunale di Praia a Mare (CS), 2019

### Como coautor
- Enciclopedia di Puericultura, Garzanti, Milano, 1997. ISBN 88-11-50469-4
- Facciamo un figlio[7], «Corriere della Sera» 1998.
- Nascere nella storia, Mondadori, Milano, 2006. ISBN 978-88-370-3858-8, traducido en Inglés bajo el título: Birth through the ages (2007).
- Storia della medicina aretina. I cento anni dell'Ordine dei medici, Ordine provinciale dei medici chirurghi e degli odontoiatri di Arezzo, Arezzo, 2010.
- I piatti migliori per i bambini, Rizzoli, Milano, 2011.

Es autor de numerosas biografías para el Dizionario biografico degli italiani dell'Istituto dell'Enciclopedia Italiana Treccani.